# Raul Careca

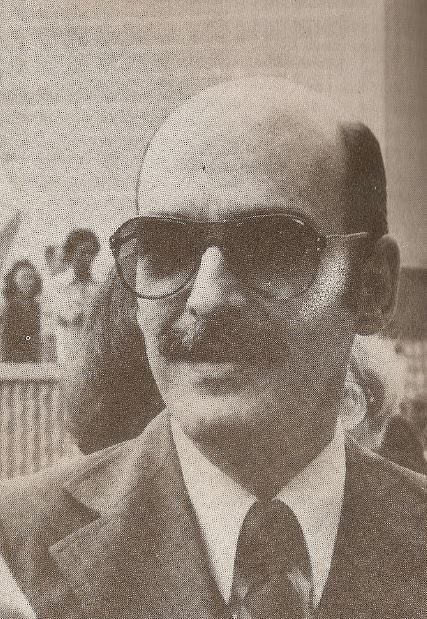
Raul Nogueira de Lima

Raul Nogueira de Lima, o "Raul Careca", nascido em 1930, foi um investigador e delegado de polícia. Trabalhou no DEIC e no Departamento de Ordem Política e Social (DOPS). Foi torturador e fundou em 1964 o Comando de Caça aos Comunistas, junto com João Marcos Monteiro Flaquer e Otávio Gonçalves Moreira Júnior.
Foi apontado pela Comissão Nacional da Verdade como o autor de graves violações de direitos humanos durante a ditadura militar, em especial como o executor na morte de Marco Antônio Braz de Carvalho.
Foi condenado a doze anos de cadeia por assassinato cometido em 1976.